# Quinto Nínio Hasta (cônsul em 114)
Quinto Nínio Hasta (em latim: Quintus Ninnius Hasta) foi um senador romano eleito cônsul em 114 com Públio Manílio Vopisco Viciniliano. Era filho de Quinto Nínio Hasta, cônsul em 88. O único cargo conhecido de sua carreira foi o de procônsul, mas não se sabe se foi na África ou na Ásia. Nínio Hastiano, cônsul sufecto em 160, era seu descendente.